# The Unparalleled Adventure of One Hans Pfaall

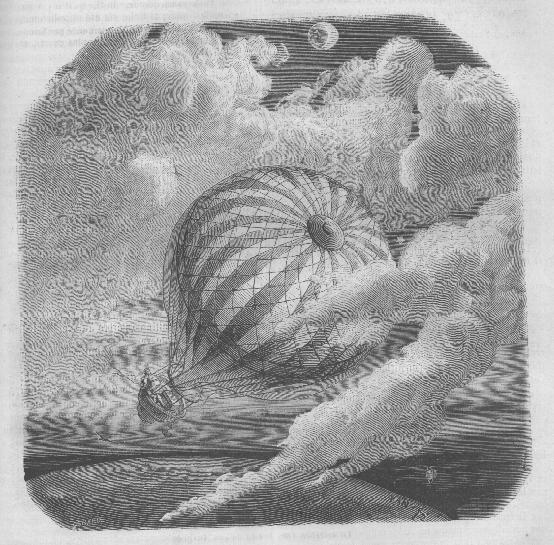
Illustration von Yan Dargent zu Das unvergleichliche Abenteuer eines gewissen Hans Pfaall für Jules Verne’s „Edgar Poe et ses œuvres“ (1864)

Die Kurzgeschichte „Das unvergleichliche Abenteuer eines gewissen Hans Pfaall“ (Original: The Unparalleled Adventure of One Hans Pfaall) wurde von Edgar Allan Poe 1835 in der Juni-Ausgabe des Southern Literary Messenger erstveröffentlicht und in die Sammlung Tales of the Grotesque and Arabesque (1840) aufgenommen. Die Geschichte, die ursprünglich als Hoax (dt. „Jux, Scherz, Schabernack bzw. Schwindel“) intendiert war, ist seitdem in verschiedenen Anthologien publiziert worden.
Die Erzählung thematisiert die Reise des Hans Pfaall mit einem Heißluftballon zum Mond. Sie ist eine der ersten Science-Fiction-Geschichten überhaupt.

## Handlung
Die Kurzgeschichte besteht aus drei Teilen:
Im ersten Teil schildert eine kurze, vierseitige Eröffnung die „hoch philosophische[…] Aufregung“ (S. 125) in der niederländischen Stadt Rotterdam, die durch das Auftauchen eines Ballons aus schmutzigem Zeitungspapier ausgelöst wird, der von einer ausgesprochen seltsamen Gestalt gesteuert wird.
Im zweiten Teil beschreibt Hans Pfaall in einem Brief an das Kollegium der Astronomen in der Stadt Rotterdam detailliert seine neunzehntägige Reise zum Mond, die er mit einer Katze und zwei Tauben antritt. Im Verlauf der Reise wirft die Katze Jungen; alle Tiere benutzt der Protagonist für Untersuchungszwecke.
Der Autor des Reiseberichtes glaubt nicht, dass zwischen Erde und Mond ein Vakuum bestehe; er denkt, es sei egal, wie weit man sich von der Erde entferne, es existiere überall Luft, nur nehme ihre Konzentration immer weiter ab.
Pfaall reist mithilfe eines „luftdichten, doch elastischen Kautschucksack[s]“ (S. 160) um seinen Korb, dessen Luft er regelmäßig mit einem Kondensator erneuert.
Die Ankunft auf der Mondoberfläche stellt er in seinem Manuskript wie folgt dar:
„[U]nd indem ich mich so mit beiden Händen an das Netzwerk klammerte, hatte ich kaum Zeit zu bemerken, daß ringsherum das ganze Land, so weit das Auge reichte, mit winzigen Behausungen dicht übersät war, als ich auch schon kopfüber mitten in eine schier phantastisch anmutende Stadt trudelte und in einer Riesenmenge von häßlichen kleinen Leuten landete“ (S. 185f.).
Dann bricht die Erzählung von Hans Pfaall ab. In seinem Schreiben an das Kollegium der Astronomen teilt er nur noch mit, dass er bereit wäre, seine weiteren Erkenntnisse und genauere Informationen preiszugeben, wenn ihm dafür im Gegenzug Straffreiheit für die von ihm begangenen Verbrechen vor seiner Abreise, insbesondere die Ermordung dreier seiner Gläubiger, gewährt würde. Der Überbringer des Schreibens, laut Hans Pfaall ein Mondbewohner, würde zu ihm zurückkehren und ihn über seine Begnadigung informieren. Da der Bote, der das Manuskript Pfaalls überbracht hatte, in dem allgemeinen Aufruhr jedoch verschwunden ist, erscheint eine Begnadigung Pfaalls infolgedessen keinen Sinn zu ergeben.
In dem separaten Schlussteil (Coda) berichtet der Ich-Erzähler der Rahmenhandlung von der Sprachlosigkeit und Bewunderung der Einwohner von Rotterdam und untergräbt zugleich den Wahrheitsgehalt von Pfaalls Bericht seiner Mondreise durch Sätze wie diesen:
„Hans Pfaall selber, de[r] trunksüchtige[] Schelm, und die drei Faulenzer, seine Gläubiger betitelt, [seien] grad vor zwei oder drei Tagen noch in einer Vorstadtkneipe gesehen [worden]“ (S. 190).